# Stenobiella kaikai
Stenobiella kaikai is een insect uit de familie van de Berothidae, die tot de orde netvleugeligen (Neuroptera) behoort. 
Stenobiella kaikai is voor het eerst wetenschappelijk beschreven door U. Aspöck & H. Aspöck in 1984.